# Рітардандо
Рітардандо (італ. «затримка», абревіатура: rit., ritard.) — музичний виконавський вираз, який вимагає поступового уповільнення темпу, подібно до rallentando.
Через абревіатуру rit можна сплутати цей термін з ritenuto, який, однак, передбачає не поступове, а раптове (зазвичай лише короткочасне) зниження темпу. Щоб мінімізувати ризик плутанини, ritenuto часто скорочують до riten. Напротивагу рітардандо виступає аччелерандо.
Позначення рітардандо зазвичай виділяють курсивом.

## Дивись також
- Агогіка (музика)